# Лопаткі-Цегельня
Лопаткі-Цегельня (пол. Łopatki-Cegielnia) — село в Польщі, у гміні Ласьк Ласького повіту Лодзинського воєводства.
У 1975-1998 роках село належало до Серадзького воєводства.